# Mihăești (gmina w okręgu Aluta)
Mihăești – gmina w Rumunii, w okręgu Aluta. Obejmuje miejscowości Bușca i Mihăești. W 2011 roku liczyła 1678 mieszkańców.